# Johns Hopkins-universiteit
De Johns Hopkins-universiteit (Engels: Johns Hopkins University, JHU) is een particuliere instelling voor hoger onderwijs in Baltimore in de staat Maryland in de Verenigde Staten. De Johns Hopkins-universiteit wordt als een van de belangrijkste onderzoeks- en onderwijsinstellingen ter wereld beschouwd. De universiteit staat in de Times Higher Education World University Rankings van 2020 op de twaalfde plaats.
De universiteit die in 1876 werd gesticht, is naar de ondernemer en filantroop Johns Hopkins (1795-1873) genoemd; hij liet acht miljoen dollar na voor de oprichting van de Johns Hopkins-universiteit en het ziekenhuis. Het was tot dan toe de grootste donatie in de Verenigde Staten. De helft van het legaat was bestemd voor de stichting van de universiteit, de andere helft voor de oprichting van het Johns Hopkins Hospital, dat tot op heden wordt gezien als een van de beste ziekenhuizen van de Verenigde Staten. De onderzoeks- en opleidingsafdeling, de Johns Hopkins University School of Medicine, is een van de speerpunten van de universiteit.
De eerste President was Daniel Coit Gilman (1875-1901) en het eerste hoofd van de Johns Hopkins Medical School was William H. Welch, beiden bonesmen (leden van de geheime organisatie Skull and Bones, Gilman sinds 1852, Welch sinds 1870.
U.S. News & World Report plaatst de Johns Hopkins School of Medicine in 2020 op de 2e plek in de VS en de Bloomberg School of Public Health op nummer 1. De School of Nursing stond nationaal op de eerste plaats met betrekking tot masterdiploma's.
De universiteit staat verder onder meer bekend om de Paul H. Nitze School of Advanced International Studies (SAIS) in Washington D.C. In 2009 is er een nieuwe faculteit bij gekomen, de Carey Business School. Deze faculteit richt zich vooral op bedrijfskunde.
JHU registreert sinds 2020 de verspreiding wereldwijd van de ziekte COVID-19. De universiteit registreert elke dag de aantallen mensen die door de ziekte zijn getroffen, die beter zijn geworden na ziek te zijn geweest en die eraan zijn overleden.

## Varia
De naam van de universiteit wordt nogal eens foutief gespeld als "John Hopkins University", dusdanig hardnekkig dat in 2014 in de Verenigde Staten de 1 aprilgrap werd verspreid dat het bestuur van deze universiteit het zou hebben opgegeven en hebben besloten tot een naamwijziging.